# Ґабі Ашкеназі
Ґабі Ашкеназі (івр. גַבִּי אַשְׁכְּנַזִּי; нар. 25 лютого 1954) — ізраїльський політик і колишній воєначальник. Раніше він був міністром закордонних справ Ізраїлю. Він був начальником Генерального штабу Армії оборони Ізраїлю з 2007 по 2011 рік. Він був четвертим євреєм східного походження (мізрахі), який став начальником штабу Армії оборони Ізраїлю.

## Життєпис
Ашкеназі одружений і має двох дітей. Він отримав ступінь бакалавра політології в Хайфському університеті та закінчив Гарвардську програму управління бізнесом для керівників вищої ланки Школи державного управління Кеннеді.
У 1972 році Ашкеназі записався до бригади «Голані» Армії оборони Ізраїлю та воював на південному фронті у війні Судного дня. У 1976 році він брав участь в операції «Ентеббе» і служив заступником командира батальйону в бригаді «Голані» з 1978 по 1979 рік. У цей період був поранений під час операції «Літані». З 1979 по 1980 рік закінчив командно-штабні курси Барака, які закінчив з відзнакою. Потім він прийняв командування батальйоном бригади «Голані» з 1980 по 1982 рік і отримав звання підполковника в 1981 році. Під час Першої Ліванської війни Ашкеназі був заступником командира бригади «Голані», і його війська взяли Бофорт, Набатею та Джебель-Барух. З 1983 по 1984 рік він закінчив командно-штабні курси морської піхоти США. Після цього в 1984 році він був призначений оперативним офіцером штабу піхотно-десантного корпусу Армії оборони Ізраїлю.